# Frente Ocidental (URSS)
A Frente Ocidental foi um grupo de exércitos do Exército Vermelho, durante a Segunda Guerra Mundial.
A Frente Ocidental foi criada em 22 de junho de 1941 a partir do Distrito Militar Especial Ocidental, que antes de julho de 1940 era conhecido como Distrito Militar Especial da Bielorrússia. O primeiro comandante da frente foi Dmitri Pavlov, continuando de sua posição como comandante do Distrito Militar Especial Ocidental.
O limite ocidental do território ocupado pela frente em junho de 1941 tinha 470 km de comprimento, da fronteira sul da Lituânia até o rio Pripiat e a cidade de Włodawa. Ela ligava-se à Frente Noroeste, que se estendia da fronteira da Lituânia ao Mar Báltico, e à Frente Sudoeste, na Ucrânia.

## Histórico operacional

### Disposição da frente em 22 de junho de 1941
A divisão da Polônia em 1939, de acordo com o Pacto Molotov-Ribbentrop, estabeleceu uma nova fronteira ocidental sem instalações permanentes de defesa, e a disposição do exército soviético ao longo da frente criou flancos fracos.
No início da guerra com a Alemanha, o Distrito Militar Especial Ocidental soviético foi imediatamente convertido na Frente Ocidental, sob o comando do comandante do distrito, o general Dmitri Grigorevitch Pavlov. As principais forças da Frente Ocidental estavam concentradas ao longo da fronteira, organizadas em três exércitos. Para defender o saliente de Białystok, a frente colocou em campo o 10º Exército, sob o comando do tenente-general Konstantin D. Golubev, apoiado pelo 6º Corpo Mecanizado e o 13º Corpo Mecanizado, liderados pelos majores-generais Mikhail G. Khatskilevich e Piotr N. Akhliustin. No flanco esquerdo do 10º Exército estava o 4º Exército, sob o comando do tenente-general Aleksander A. Korobkov, apoiado pelo 14º Corpo Mecanizado, sob o comando do major-general Stepan Ilich Oborin; e à direita, o 3º Exército, sob o comando do tenente-general Vassili I. Kuznetsov, apoiado pelo 11º Corpo Mecanizado, sob o comando do major-general Dmitri K. Mostovenko. Cobrinado a retaguarda, estava o 13 º Exército, sob a liderança do tenente-general Piotr M. Filatov. Este exército inicialmente existia apenas como uma unidade de comando, sem forças de combate próprias.
Entre as forças da frente estavam o 2º Corpo de Fuzileiros (100º e 161º Divisão de Fuzileiros), o 21º Corpo de Fuzileiros (17º, 24º, 37º Divisão de Fuzileiros), o 44º Corpo de Fuzileiros (64º, 108º Fuzileiros), o 47º Corpo de Fuzileiros (55º, 121º, 143ª Divisão de Fuzileiros), a 50ª Divisão de Infantaria e o 4º Corpo Aerotransportado (7ª, 8ª, 214ª Brigadas Aerotransportadas), comandadas por Aleksei Semenovich Jadovem em Minsk; e as 58ª (Sebej), 61ª (Polotsk), 63ª (Minsk-Slutski), 64ª (Zambrow) e 65ª (Mozir) Regiões Fortificadas. As forças mecanizadas de reserva incluíam o 20º Corpo Mecanizado sob o comando do major-general Andrei Grigorevich Nikitin, em Minsk, e o 17º Corpo Mecanizado, sob o comando do major-general Mikhail Petrovich Petrov, um pouco mais à frente, em Slonim. Ao todo, em 22 de junho, o Distrito Militar Especial do Oeste acionou 671.165 homens, 14.171 canhões e morteiros, 2.900 tanques e 1.812 aeronaves de combate. 
A Frente Ocidental estava no principal eixo de ataque do Grupo de Exércitos Centro alemão, comandado pelo marechal-de-campo Fedor von Bock. Os planos alemães para a Operação Barbarossa exigiam que o Segundo Grupo Panzer, sob o comando do coronel-general Heinz Guderian, atacasse ao sul de Brest, avançasse por Slonim e Baranovichi, virando para nordeste em direção a Minsk, onde seria recebido pelo coronel-general Hermann Hoth. O Terceiro Grupo Panzer, atacaria Vilnius, ao norte do saliente de Białystok, e depois viraria para sudeste. Além dos dois grupos panzer, o Grupo de Exércitos Centro também incluiu o 4º Exército do marechal-de-campo Günther von Kluge e o 9º Exército do coronel-general Adolf Strauss. O apoio aéreo foi fornecido pela Luftflotte 2 do marechal Albert Kesselring, que continha mais da metade das aeronaves alemãs envolvidas no ataque à União Soviética.

### Derrota nas fronteiras, em 22-28 de junho
A guerra começou desastrosamente para a Frente Ocidental, com a Batalha de Białystok-Minsk. O 9º e 4º exércitos alemães do Grupo de Exércitos Centro penetraram as fronteiras norte e sul do saliente de Białystok, e os tanques da Frente Ocidental e a aviação nos aeródromos foram aniquilados pelos ataques aéreos alemães.
O comando e o controle soviéticos sofreram um colapso quase completo, e o mais atingido foi o 4º Exército, que não conseguiu estabelecer comunicações com os oficiais acima e abaixo dele. Tentativas de lançar um contra-ataque com o 10º Exército, em 23 de junho, não tiveram sucesso. Nesse mesmo dia, o 3º Grupo Panzer alemão capturou Vilnius depois de ter superado o 3º Exército. Em 24 de junho, Pavlov novamente tentou organizar um contra-ataque, designando seu vice-general Ivan Vasilevitch Boldin como comandante do 6º e 11º Corpo Mecanizado e do 6º Corpo de Cavalaria, comandados pelo major-general Ivan Semionovitch Nikitin. Com essa força móvel, Boldin deveria atacar para o norte, da região de Białystok em direção a Grodno, para impedir o cerco das forças soviéticas no saliente.
Esta tentativa de contra-ataque também foi infrutífera. Quase sem qualquer resistência por parte dos soviéticos, os aviões de apoio do VIII Fliegerkorps conseguiram quebrar a espinha dorsal do contra-ataque da Frente Ocidental em Grodno. O 6º Corpo de Cavalaria foi tão afetado por este ataque aéreo contra suas colunas, que não foi capaz de atacar.
Dos 1.212 tanques do 6º Corpo Mecanizado, apenas cerca de 200 atingiram suas áreas de montagem, devido a ataques aéreos e colapsos mecânicos, e até mesmo eles ficaram sem combustível ao final do dia. O mesmo destino aguardava os 243 tanques do 11º Corpo Mecanizado, enviados para atacar Grodno em 25 de junho. 6º Corpo de Cavalaria sofreu 50% de baixas, e seu comandante, Nikitin, foi capturado. A tentativa de ataque permitiu que muitas forças soviéticas escapassem da região de Białystok em direção a Minsk, mas isso só trouxe alívio temporário. Com o segundo e o terceiro grupos Panzer alemães correndo em direção a Minsk, no flanco sul e norte da Frente Ocidental, um novo cerco ameaçou.
Na noite de 25 de junho, o 47º Corpo Panzer alemão cortou entre Slonim e Vawkavysk, forçando a retirada das tropas no saliente para evitar o cerco.
Pavlov despachou ordens para que as tropas parassem de engajar em confronto e recuassem para novas defesas, atrás do rio Shchara, mas as poucas unidades que receberam as ordens não conseguiram romper o contato com o inimigo. Perseguidas por constantes ataques aéreos, as forças de Pavlov fugiram para o leste a pé. Como as pontes sobre o Shchara haviam sido destruídas por ataques aéreos, a maioria do 10º Exército não foi capaz de atravessar o rio. Mais a leste, o 13º Exército, que recebeu ordens para reunir várias forças que estavam em retirada e emprega-las na defesa de Minsk, teve seu comando capturado por forças alemãs, e assim os alemães tiveram conhecimento de seus planos de defesa. Pavlov então ordenou que seu 20º Corpo Mecanizado e 4º Corpo Aerotransportado, até então mantidos na reserva, detivessem os alemães no Slutsk. No entanto, o 20º Corpo Mecanizado tinha apenas 93 tanques mais antigos e o 4º Corpo Aerotransportado teve que se deslocar a pé por falta de aeronaves. Nenhum dos dois chegou a ameaçar o avanço do 2º Grupo Panzer.
Em 27 de junho de 1941, os grupos alemães do 2º e 3º grupos Panzer atacaram do sul e do norte, se aproximaram de Minsk, cercando e eventualmente destruindo o 3º, 10º e 13º Exércitos soviéticos e partes do 4º Exército, totalizando cerca de 20 divisões, enquanto o restante do 4º Exército caiu para o leste em direção ao rio Berezina. Em 28 de junho de 1941, o 9º e o 4º Exércitos Alemães encontraram-se a leste de Białystok, dividindo as forças soviéticas cercadas em dois bolsões: um bolsão maior de Białystok contendo o 10º Exército soviético, e um bolsão menor de Navahrudak.
Nos primeiros dezoito dias da guerra, a Frente Ocidental sofreu 417 790 baixas, perdeu 9 427 canhões e morteiros, 4 799 tanques e 1 777 aviões de combate, e praticamente deixou de existir como força militar.
O comandante da Frente, general Dmitri G. Pavlov, e seus oficiais, foram chamados a Moscou. Lá eles foram acusados de desorganização intencional e retirada sem batalha, sentenciados como traidores e mais tarde executados. As famílias dos traidores foram reprimidas, de acordo com a ordem NKVD nº 00486, que tratava das famílias de traidores da pátria. Suas famílias seriam reabilitadas em 1956.

### Frente Ocidental reorganizada, 28 de junho a 2 de julho
Furioso com a perda de Minsk em 28 de junho, Josef Stalin substituiu Pavlov pelo coronel-general Andrei Ieremenko, que se tornou o novo comandante da Frente Ocidental. Chegando ao quartel-general da Frente em Mogilev na manhã de 29 de junho, Ieremenko se deparou com a difícil tarefa de restaurar a ordem nas defesas da Frente Ocidental. Para realizar essa tarefa, ele tinha inicialmente apenas os remanescentes do 4º e 13º Exércitos, dos quais o primeiro havia sido reduzido ao equivalente a uma divisão. Em 1º de julho, ele ordenou que o 13º Exército retornasse ao Rio Berezina e defendesse os setores entre as cidades de Kholkolnitza, Borisov e Brodets. Além disso, mais ao sul o 4º Exército defenderia o Berezina a partir de Brodets, passando por Svislotch e Bobruisk. Para reforçar as defesas da Frente, a elite da 1ª Divisão de Fuzileiros Motorizados de Moscou foi levada às pressas do Distrito Militar de Moscou para Borisov. Esta divisão, comandada pelo coronel Iakov Grigorevich Kreizer, estava em plena força, com dois regimentos motorizados, um regimento de tanques e 229 tanques. Contudo, nessa data, a linha de defesa de Ieremenko no Berezina já havia se tornado obsoleta pelas Divisões Panzer de Guderian. Em 29 de junho a 3ª Divisão Panzer capturou uma cabeça de ponte em Bobruisk, do 47º Corpo de Fuzileiros, e em 30 de junho a 4ª Divisão Panzer tomou a ponte em Svisloch do 4º Corpo Aerotransportado. 
Então, em 2 de julho, Stalin nomeou Semion Timoshenko, marechal da União Soviética e Comissário do Povo para Defesa, para comandar a Frente Ocidental, com Ieremenko e o marechal Semion Budionni como seus representantes. Ao mesmo tempo, Stalin transferiu quatro exércitos para a Frente Ocidental (19º Exército, 20º Exército, 21º Exército e 22º Exército), provenientes do Grupo de Exércitos da Reserva. Depois de uma conversa telefônica com Timoshenko, Stalin também acrescentou um quinto exército da reserva, o fraco 16º Exército.
As ordens de Timoshenko eram defender a linha entre o rio Dvina Ocidental e o rio Dniepre. Para este fim, a frente implantou em seu flanco norte o 22º Exército, sob o comando do tenente-general Filipp Afansasevitch Erchakov, para defender o setor de Sebej até o oeste de Dvina e ao sul, ao longo do rio de Polotsk até Bechenkovitchi. Ao sul do 22º Exército, o 20º Exército, sob o comando do tenente-general Pavel Alekseievitch Kurotchkin, defenderia a área entre esses rios de Beshenkovichi, no Dvina Ocidental, a Shklov, no Dnepre, apoiado pelo 5º Corpo Mecanizado, sob o comando da general Ilia Prokofievitch, e o 7º Corpo de exército, liderado pelo major-general Vasili Ivanovitch Vinogradov. O 19º Exército, sob o comando do tenente-general Ivan Konev, na época ao norte da região de Kiev, foi enviado para defender a região de Vitebsk, na retaguarda do 22º e 20º exércitos. O 19º Exército incluía o 23º Corpo Mecanizado, sob o comando do major-general Mikhail Akimovitch Miasnikov. No flanco sul da frente, o 21º Exército, sob o comando do general tenente Vasili Filippovitch Gerasimenko, incluía o 25º Corpo Mecanizado, sob o comando do major-general Semen Moiseevitch Krivoshein, que defenderia o setor de Rogatchev a Retchitsa. Os remanescentes do 4º e 13º Exércitos deveriam recuar e se reagrupar no rio Soj, na retaguarda do 21º Exército. No início de julho, Stalin despediu Korobkov, comandante do 4º Exército, e mais tarde ele seria executado por traição. Ele foi substituído pelo Coronel Leonid Mikhailovitch Sandalov. Finalmente, o 16º Exército, sob o comando do tenente-general Mikhail Fedorovitch Lukin, foi mantido em reserva, na região de Smolen.

### Avanço alemão para o Dniepre, 2 a 9 julho
A Frente Ocidental recebeu um breve alívio para erguer novas defesas, enquanto os alemães reduziram os bolsões criados durante as batalhas de Białystok-Minsk. Com o bolsão de Minsk quase finalizados, os grupos Panzer alemães retomaram sua ofensiva contra a Frente Ocidental em 2 de julho. No flanco norte da Frente, o avanço das forças de Hoth foi dificultado pelo mau tempo. LVII Corpo Motorizado teve mais sucesso, mas encontrou forte resistência do 62º Corpo de Fuzileiros do 22º Exército soviético, nas proximidades de Polotsk, o que levou o comandante do corpo alemão, Adolf-Friedrich Kuntzen, a redirecionar sua Divisão Panzer 19 para Disna, na margem sul do Dvina Ocidental. O XXXIX Corpo Motorizado, prejudicado pelas más condições da estrada e pela resistência do 20º Exército e do 5º e 7º Corpo Mecanizado soviéticos, em dois dias só avançou até Lepel. Mais ao sul, Borisov, defendida pelos remanescentes do 13º Exército e da Escola de Tanques Borisov, em 2 de julho foi tomada pela 18ª Divisão Panzer do XXXXVII Grupo Motorizado do 2º Grupo Panzer. Alí, os alemães capturaram a ponte intacta, apesar das instruções pessoais de Ieremenko para que ela fosse destruída. Timoshenko foi instruído pela Stavka (o alto comando soviético) para restaurar a situação com a 1ª Divisão de Fuzileiros Motorizados, de Kreizer. O XXXXVI Corpo Motorizado também capturou uma cabeça de ponte em Berezina, em 2 de julho, quando a 2ª Divisão SS Das Reich capturou Pogost, mas ficou durante dois dias impedida pelo 13º Exército, 4º Corpo Aerotransportado e 20º Corpo Mecanizado. No flanco sul, os remanescentes das divisões de infantaria do 4º Exército só foram capazes de oferecer uma leve resistência ao XXIV Corpo Motorizado alemão, mas os atacantes foram repetidamente detidos por pontes destruídas nos rios Berezina, Ola, Dobosna e Drut.
Kreizer lançou seu contra-ataque contra a cabeça de ponte alemã em Borisov, em 3 de julho, mas os defensores foram avisados por interceptações de rádio e reconhecimento aéreo, e com suas táticas superiores derrotaram este ataque soviético isolado. Derrotado, Kreizer retirou-se para atrás do rio Nacha, e lutou um combate de retirada em direção a Orsha, onde foi ajudado pela chegada do 20º Exército. Também em 3 de julho, as pontas de lança do XXIV Corpo Motorizado atingiram o Dniepre, com a 3ª Divisão Panzer chegando ao rio ao norte de Rogachev e a 4ª Divisão Panzer avançando para Bikhov. Ao anoitecer, a Frente Ocidental poderia relatar que os remanescentes do 4º e 13º Exércitos tinham conseguido se retirar através do Dniepre, no entanto pouco sobrou dos 3º e 10º exércitos. Além disso, partes do 13º Exército e do 17º Corpo Mecanizado ainda estavam a oeste do Dniepre. Assim, Timoshenko ordenou que seu 21º Exército reforçasse suas defesas ao longo do rio, e ajudasse a retirada enviando forças para atrapalhar o avanço alemão.  Em 4 de julho de 1919, a Divisão Panzer tomou uma cabeça de ponte sobre o Dvina Ocidental, em Disna, do 51º Corpo de Infantaria Soviética, tendo sido ajudada pela 18ª Divisão de Infantaria alemã.

### O bolsão de Smolensk
A frente participou na feroz Batalha de Smolensk de 1941, que conseguiu atrasar a blitzkrieg alemã durante dois meses. Os alemães cercaram com sucesso e destruíram grandes partes do 16º, 19º e 20º Exércitos soviéticos.
Durante o mês de julho, a área sob responsabilidade da Frente Ocidental foi reduzida, como resultado da formação das novas frentes Central e da Reserva.
A resistência soviética no centro convenceu Hitler a interromper temporariamente o avanço em direção a Moscou, e desviar o foco do Grupo de Exércitos Centro para Leningrado e Kiev.

### A ofensiva soviética de Dukhovshchina
Em 17 de agosto, a Frente Ocidental lançou uma ofensiva contra Dukhovshtchina, como parte de uma tentativa soviética de contra-atacar. No entanto, apesar de alguns sucessos locais, a ofensiva não conseguiu romper as defesas alemãs e a ofensiva foi cancelada em 10 de setembro.
O recém-promovido coronel-general Ivan Konev assumiu o comando em setembro, quando Timoshenko foi transferido para o sul para restaurar a situação na então batalha de Kiev.

### O bolsão de Viazma
Em 2 de outubro, as forças alemãs retomaram seu avanço sobre Moscou com o lançamento da Operação Tufão. A Frente Ocidental sofreu imensas perdas quando grandes partes de suas forças foram cercadas perto de Viazma.

### Assalto a Moscou
Quando Júkov assumiu a Frente Ocidental, em 10 de outubro, a Frente da Reserva acabara de ser dissolvida e suas forças incorporadas à Frente Ocidental, mas, dadas as fortes baixas que as forças soviéticas haviam sofrido, a força contava apenas 90.000 homens. O 16º Exército, de Konstantin Rokossovski, estava em Volokolamsk, e o general L. A. Govorov liderava o 5º Exército, recentemente constituído a partir do 1º Corpo de Fuzileiros da Guarda e que em breve incluiria também a 32ª Divisão de Fuzileiros, em Mojaisk. O 43º Exército estava sob o comando do general K. D. Golubev em Maloiaroslavets, e o 49º Exército estava perto de Kaluga, sob o comando do general I. G. Zakharin. O 49º Exército foi formado em agosto de 1941 e inicialmente designado para a Frente de Reserva. Em 1º de setembro de 1941, o 49º Exército compreendia as 194ª, 220ª e 248ª divisões de fuzileiros e a 4ª Divisão da Milícia do Povo. Enquanto isso, o 33º Exército estava se formando em Naro-Fominsk, sob o comando do tenente-general M. G. Iefremov, e deveria ser designado para o comando de Júkov.
Os soviéticos conseguiram deter o avanço alemão na Batalha de Moscou, levando a mais combates violentos nas 
batalhas de Rjev, a oeste. Em maio de 1942, as forças aéreas da frente se tornaram o 1º Exército Aéreo.

### Operações posteriores na Segunda Guerra Mundial
A frente parece ter controlado os três exércitos - o 5º Exército, o 33º Exército e o 10º Exército da Guarda - que formaram a força de assalto na Batalha de Smolensk de 1943. Em 1º de agosto de 1943, o 70º Corpo de Infantaria foi listado na ordem de batalha soviética, como um comando sem tropas designadas, diretamente subordinado à frente. Em 24 de abril de 1944, a frente foi dividida entre a Segunda Frente Bielorrussa e a Terceira Frente Bielorrussa.

### Situação hoje
As tropas terrestres russas continuam o arranjo organizacional do Exército Soviético de ter Distritos Militares que têm tanto um papel de administração territorial em tempo de guerra quanto a função de constituírem comandos para frentes que possam ser formadas. Isso foi enfatizado por relatórios de um exercício do Distrito Militar de Moscou, em abril de 2001, quando as unidades do distrito seriam divididas em dois grupos, "um operando para a frente ocidental e outro para o distrito militar durante a guerra".
Parece provável que a Frente Ocidental ainda seja uma formação ativa dentro da sede do Distrito Militar de Moscou. Os planos provavelmente preveem que ela seja mobilizada como parte do Agrupamento Regional de Tropas Rússia-Bielorrússia.

## Comandantes durante a Segunda Guerra Mundial
- General Dmitri G. Pavlov (a 28 de junho de 1941)
- Coronel-general Andrei Ieremenko (28 de junho a 2 de julho de 1941)
- Marechal Semion K. Timoshenko (2 de julho a setembro de 1941)
- Tenente-general Ivan S. Konev [promovido a coronel-general em setembro de 1941] (setembro-outubro de 1941; agosto de 1942 - fevereiro de 1943)
- General Gueorgui K. Júkov (outubro de 1941 - agosto de 1942)
- Coronel-general V. D. Sokolovski [promovido a general em agosto de 1943] (fevereiro de 1943 - abril de 1944)